# Cho Seung-Hui
Cho Seung-Hui (ou Seung-Hui Cho; Seul, 18 de janeiro de 1984 — Blacksburg, 16 de abril de 2007) foi um imigrante sul-coreano naturalizado norte-americano, universitário do Instituto Politécnico e Universidade Estadual da Virgínia (Virginia Tech), em Blacksburg, Virgínia. Em 16 de abril de 2007, ele invadiu a universidade e praticou o assassinato em massa, seguido de suicídio, que ficou conhecido como Massacre de Virginia Tech, matando trinta e duas pessoas e deixando mais de quinze feridas. O Massacre de Virginia Tech foi o maior massacre a uma universidade na história dos Estados Unidos. Cho estava legalmente nos Estados Unidos desde 1992. O possível motivo para a barbárie era o bullying enfrentado pelo estudante por seus colegas na universidade.
“Vocês vandalizaram o meu coração, rasgaram a minha alma e queimaram a minha consciência. Vocês achavam que era um garoto patético que vocês estavam extinguindo. Graças a vocês, eu morri. Como Jesus Cristo, para inspirar gerações de pessoas fracas e indefesas.” Declaração de Cho para a câmera, no manifesto que enviou à NBC News, sem esclarecer a quem estava se referindo quando disse "vocês".